# Erotesis schachti
Erotesis schachti är en nattsländeart som beskrevs av Malicky 1982. Erotesis schachti ingår i släktet Erotesis och familjen långhornssländor. Inga underarter finns listade i Catalogue of Life.